# Larbi Ben Barek
Larbi Ben Barek lub Larbi Benbarek (ur. 16 czerwca 1914 w Casablance, zm. 16 września 1992) – francuski piłkarz pochodzący z Maroka. W trakcie swojej kariery grał w takich klubach jak: USM Casablanca, Olympique Marsylia, Stade Français Paryż, Atlético Madryt. Na Półwyspie Iberyjskim kibice nadali mu przydomek „Pie de Dios” (hiszp.: Boska Stopa), nazywano go też "Czarną Perłą". 17-krotny reprezentant Francji.

## Kariera
Jego grę wysłannik tygodnika sportowego „Raz, Dwa, Trzy” na mecz Polska-Francja (0:4), rozegrany 22 stycznia 1939 na paryskim Parc des Princes, opisywał następująco:
```
"... Musimy podkreślić przede wszystkim niebywałą klasę Araba Ben Barka. Był on w ciągu całego meczu na wszystkich niemal pozycjach. Bez niego drużyna francuska i tak mecz by wygrała, lecz różnicą jednej bramki. Ben Barek nie tylko prowadził swój atak, lecz pilnował skuteczniej 
Wodarza
, niż odkomenderowany specjalnie do tego pomocnik. Jego kombinacje z 
Astonem
 i 
Veitante
 należały do wielkiej klasy...".
```

Lata wojny sprawiły, że nie mógł on w pełni rozwinąć swojego talentu ani zyskać europejskiego rozgłosu, jednak później wrócił do futbolu. 7 kwietnia 1946 reprezentacja Francji wygrała z Czechosłowacją, a 19 maja zwyciężyła Anglię 2:1. Pokonani mieli w składzie takich zawodników, jak Matthews, Wright czy Lawton i reprezentowali światową czołówkę światową. Ben Barek był zawodnikiem bardzo szybkim, zwinnym, bardzo trudnym do zatrzymania. Znany był z opanowania piłki, potrafił stosować dokładne, kilkunastometrowe podania oraz przewidywać wypadki na boisku.
Występował w dobrych zespołach, jednak nigdy nie udało mu się wywalczyć mistrzostwa czy Pucharu Francji. W roku 1950 i 1951 wraz z Atlético Madryt zdobył mistrzostwo La Liga, a w 1951 także Superpuchar Hiszpanii. Pod koniec kariery po długiej przerwie wystąpił w meczu, w którym Francja pokonała 3:1 ówczesnego mistrza świata, zespół RFN.
Zmarł w swoim domu 16 września 1992 roku. 8 czerwca 1998 roku FIFA przyznała mu pośmiertnie w Paryżu Medal Orderu Zasługi.
Po jego śmierci w 1992 roku Pelé powiedział o Benbarku: "Jeżeli ja byłem królem futbolu, to on był jego bogiem".